# 鹿兒島市立鹿兒島商業高等學校
鹿兒島市立鹿兒島商業高等學校是位於日本鹿兒島縣鹿兒島市西坂元町地區的公立高等學校。
其棒球部自1920年代起一直是鹿兒島縣內的常勝軍，曾多次參加全國高等學校棒球錦標賽或被選入選拔高等學校棒球大會，至今參加兩項賽事都各已超過十次，因此與鹿兒島實業高等學校、樟南高等學校同樣經常代表鹿兒島出賽的學校被合稱為「鹿兒島御三家」。

## 歷史
學校的前身可以追溯至1894年成立於易居町的[「 鹿兒島簡易商業學校」，1908年成為實業學校更名為「鹿兒島市立商業學校」，1920年又更名為「鹿兒島商業學校」並遷移至下荒田町地區。
二次大戰期間，由於日本政府的戰爭政策，在1944年曾被停辦並改設為「鹿兒島市立工業學校」，並再次遷移至天保山町，不過在戰爭結束後的1946年即又恢復使用「鹿兒島商業學校」的名稱。
1948年配合日本的學制改革，並與鹿兒島市區內的鹿兒島市立中學校、鹿兒島市立女子興業學校、鹿兒島市立高等女學校、私立鹿兒島中學校、鹿兒島青年學校、吉野青年學校、紫原青年學校合併為「鹿兒島市高等學校」，原本的商業學校則是劃為該校的第三部。
不過在1950年，鹿兒島市再次重編所屬的高等學校，將鹿兒島市高等學校內各部的商業科及被服別科整合為新設立的「鹿兒島縣鹿兒島商業高等學校」，各部的普通科則整併為新設立的「鹿兒島縣玉龍高等學校」，前述兩校校名上雖然冠上「鹿兒島縣」，但仍是鹿兒島市立的學校，僅工業科在劃出設為「鹿兒島縣立鹿兒島工業高等學校」後改為鹿兒島縣立。
1956校內的女子商業科及家庭科被劃出另設立鹿兒島縣鹿兒島女子高等學校，本校即成為僅招收男性學生的學校，並在隔年的1957年更名為「鹿兒島市立鹿兒島商業高等學校」。
1971年校舍自天保山町地區位於西坂元町地區的現址。